# Trigger (U-Boot, 1942)
Die USS Trigger (SS-237) war ein U-Boot der United States Navy, welches im Zweiten Weltkrieg auf dem pazifischen Kriegsschauplatz zum Einsatz kam und 1945 versenkt wurde. Das U-Boot, benannt nach dem sogenannten Orangestreifen-Drückerfisch (engl.: orange-striped triggerfish), gehörte der Gato-Klasse an und wurde als 26. Einheit dieses Typs fertiggestellt. Die Trigger wurde am 1. Februar 1941 auf der Mare Island Naval Shipyard (US-Bundesstaat Kalifornien) auf Kiel gelegt, lief im Oktober 1941 von Stapel und wurde schließlich am 31. Januar 1942 in Dienst gestellt. Erster Kommandant des U-Bootes war Lieutenant Commander Jack Hayden Lewis.

## Dienstzeit
Nach der Indienstnahme und dem Abschluss der Testfahrten vor der kalifornischen Küste wurde das U-Boot im Mai 1942 sofort nach Pearl Harbor zur Submarine Squadron (Subron) 10 der US-Pazifikflotte verlegt, um als Teil der neu aufgestellten Task Group (TG) 7.2 dem drohenden japanischen Angriff auf die Midwayinseln entgegentreten zu können. Nach der Niederlage der Japaner in der nachfolgenden Luft- und Seeschlacht, wobei das U-Boot nicht in Gefechte verwickelt wurde, lief die Trigger zurück nach Pearl Harbor, um von dort aus und nachdem das U-Boot von der TG 7.2 abkommandiert worden war, im Rahmen von Patrouillenfahrten auf den japanischen Schiffsverkehr zu operieren.

### Erste Feindfahrt
Die erste Feindfahrt (26. Juni bis 8. August 1942) führte die Trigger ins Seegebiet der Aleuten, wobei zumeist Aufklärungsaufgaben im Vordergrund standen. Erfolge wurden, obgleich das Boot insgesamt zehn Sichtkontakte zu japanischen Fracht- oder Kriegsschiffen hatte herstellen können, keine erzielt. Die Fahrt endete Mitte August wieder in Pearl Harbor, wo am 29. August 1942 mit Commander Roy Stanley Benson – der bisherige Befehlshaber der Subron 10 – ein neuer Kommandant an Bord kam.

### Zweite Feindfahrt
Die vom 23. September bis zum 8. November 1942 dauernde zweite Feindfahrt führte die Trigger direkt vor die Küsten Japans, unter anderem patrouillierte das U-Boot vor der Ostküste Kyūshūs und vor der Provinz Bungo. Hierbei erzielte die Trigger zwei Erfolge:
- 5. Oktober 1942: Ergebnislose Torpedierung (bedingt durch Torpedo-Blindgänger[2]) des japanischen Truppentransporters Shinkoku Maru (3.991 BRT) etwa 350 Seemeilen südöstlich von Nagoya (die Attacke fand während des Anmarsches statt). Das einzeln fahrende Schiff verteidigte sich mit seinen Bordgeschützen – was die Trigger zum Abtauchen zwang – und konnte entkommen.
- 17. Oktober 1942: Torpedierung und Versenkung des einzeln fahrenden japanischen Frachters Holland Maru (5.869 BRT) südwestlich des Ausgangs der Bungo-Straße, etwa zehn Seemeilen südlich von Hyūga.[3]
- 24. Oktober 1942: Torpedierung und Beschädigung des großen japanischen Marinetankers Nissho Maru (10.526 BRT) vor der Bungo-Straße. Das unter Ballast laufende Schiff konnte nach einem Torpedotreffer entkommen, da dem U-Boot keine Torpedos mehr zur Verfügung standen, musste allerdings bis April 1943 in die Werft.[4]

Nachdem die Trigger sämtliche Torpedos verschossen hatte, trat das Boot den Rückmarsch an und traf am 8. November 1942 wieder in Pearl Harbor ein.

### Dritte Feindfahrt
Nach einer Grundüberholung lief das U-Boot am 3. Dezember 1942 zu seiner dritten Feindfahrt aus, die bis zum 22. Januar 1943 dauerte. Erneut sollte die Trigger dabei die japanischen Gewässer vor Kyūshū patrouillieren. Zudem sollten an signifikant wichtigen Punkten entlang der östlichen Küstenlinien Shikokus und des südlichen Honshū Seeminen gelegt werden. Während dieser Mission erzielte das U-Boot drei Erfolge mit Torpedos:
- 22. Dezember 1942: Torpedierung und Beschädigung des japanischen Frachters Toshu Maru (5.711 BRT) vor dem Südausgang des Uraga-Kanals. Das Schiff konnte nach zwei Torpedoversagern (Frühdetonationen) mit leichten Schäden entkommen.
- 1. Januar 1943: Torpedierung und Beschädigung des japanischen Frachters Shozan Maru (5.859 BRT) vor dem Uraga-Kanal. Auch dieses Schiff konnte infolge von Torpedoversagern entkommen (s. hierzu auch Torpedoskandal), wurde allerdings durch Beschuss aus dem Bordgeschütz des U-Bootes leicht beschädigt.
- 10. Januar 1943: Torpedierung und Versenkung des japanischen Zerstörers Okikaze (1.345 ts) etwa 35 Seemeilen südlich von Yokosuka. Das einzeln fahrende und auf U-Jagd-Patrouille befindliche Schiff wurde von einem Torpedo getroffen, zerbrach vor dem Brückenaufbau in zwei Teile und sank rasch. Mit dem Zerstörer ging vermutlich die gesamte Besatzung von 148 Mann unter.[5]

Während dieser dritten Feindfahrt legte die Trigger zudem 28 Seeminen aus, unter anderem vor Inubo Saki (Honshū) und in der Ise-Bucht. Durch diese Minen gingen – auch wenn die Zuordnung teils schwierig ist – sehr wahrscheinlich zwei weitere japanische Schiffe verloren:
- 20. Dezember 1942: Verlust des Frachters Mitsuki Maru (3.893 BRT) vor Inubo Saki durch Minentreffer.[6] (Anmerkung: Das Schiff wird teils fälschlicherweise auch als Mutsuki Maru gelistet.)
- 22. Dezember 1942: Verlust des Frachters Teifuku Maru (5.198 BRT) vor Inubo Saki durch Minentreffer. Es handelte sich hierbei um den ehemaligen deutschen Frachter R. C. Rickmers, der 1941 an Japan übergeben worden war. Das Schiff konnte nach dem Minentreffer noch an der Küste auf Grund gesetzt werden, musste jedoch letztlich im Januar 1943 als konstruktiver Totalverlust abgeschrieben werden.[7] Periskopaufnahme des sinkenden japanischen Zerstörers Okikaze (10. Januar 1943). Der abgeknickte Bug ist zu erkennen.

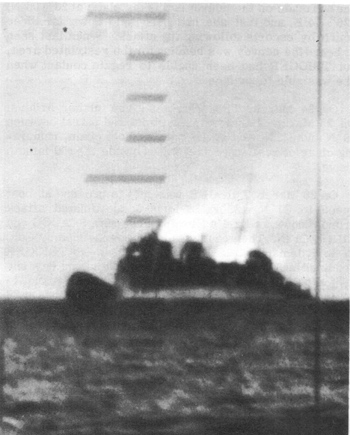
Periskopaufnahme des sinkenden japanischen Zerstörers Okikaze (10. Januar 1943). Der abgeknickte Bug ist zu erkennen.

Am 22. Januar 1943 traf die Trigger auf Midway ein und beendete dort ihre dritte Feindfahrt.

### Vierte Feindfahrt
Die vierte Feindfahrt führte das U-Boot vom 13. Februar bis zum 6. April 1943 in das Seegebiet um die Palau- und die Admiralitätsinseln. Hierbei erzielte die Trigger zwei Erfolge:
- 15. März 1943: Torpedierung und Versenkung des japanischen Frachters Momoha Maru (3.103 BRT)[8] etwa 150 Seemeilen nordwestlich von Manus. Das Schiff gehörte zu einem aus sieben Frachtern und drei Sicherungsfahrzeugen bestehenden Konvoi, welcher von Rabaul nach Neu Hannover unterwegs war. Beim Angriff auf denselben Geleitzug gelang der Trigger zudem die Beschädigung des Truppentransporters Florida Maru (5.854 BRT) durch einen Torpedotreffer; der Dampfer konnte indessen später von der Sicherung eingebracht werden.

Ein weiterer Angriff auf einen japanischen Kleinkonvoi von vier Schiffen am 20. März 1943 nordöstlich der Admiralitätsinseln erbrachte infolge von Torpedoversagern keinen Erfolg. Obgleich drei Torpedos aus guter Schussposition abgefeuert wurden, wurde lediglich eines der Geleitfahrzeuge, das Kanonenboot Choan Maru No. 2, durch eine Frühdetonation leicht beschädigt. Das Kriegsschiff konnte seine Fahrt mit geringen Schäden fortsetzen. Die Trigger brach darauf die Mission ab und kehrte am 6. April 1943 nach der Heimatbasis Pearl Harbor zurück.

### Fünfte Feindfahrt
Das U-Boot lief am 30. April 1943 zu seiner fünften Feindfahrt aus, die bis zum 21. Juni 1943 dauerte, wobei sich der Einsatzbereich wieder auf die japanischen Heimatgewässer zwischen dem südöstlichen Honshū und Shikoku konzentrierte. Dabei gelangen der Trigger drei Erfolge:
- 28. Mai 1943: Torpedierung und Beschädigung des kleineren japanischen Küstenfrachters Koshin Maru (975 BRT) vor Iro Saki (Provinz Sagami). Der Dampfer wurde durch einen nahdetonierenden Torpedo beschädigt, konnte aber in schlechtem Wetter entkommen.
- 1. Juni 1943: Torpedierung und Versenkung des einzeln fahrenden japanischen Kohlen-Frachters Noborikawa Maru (2.182 BRT) vor Kamogawa.[10] (Anmerkung: Diese Versenkung wird teils auch einem Minentreffer oder einem unbekannten U-Boot [Bertke et al., u. a. Vol. 9, S. 472] zugeschrieben, muss also mit einer gewissen Vorsicht betrachtet werden.)
- 10. Juni 1943: Torpedierung und schwere Beschädigung des japanischen Flugzeugträgers Hiyō (24.140 ts) etwa 17 Seemeilen nordöstlich von Miyake Jima. Der Träger, zusammen mit zwei Zerstörern auf einem Verlegungsmarsch von Yokosuka nach Truk, wurde von zwei Torpedos auf Höhe der Maschinenräume getroffen und konnte nur mit Mühe nach Tateyama eingebracht werden.[11] Die Reparatur dauerte drei Monate.

Am 21. Juni 1943 kehrte das U-Boot nach Pearl Harbor zurück und wurde dort einer beinahe zwei Monate andauernden großen Grundüberholung unterzogen. In dieser Zeit kam mit Lieutenant Commander Robert Edson Dornin auch ein neuer Kommandant an Bord.

### Sechste Feindfahrt
Das Patrouillengebiet der sechsten Feindfahrt der Trigger (1. September bis 30. September 1943) war das Ostchinesische Meer, besonders das Areal nördlich von Formosa. Bereits während des Anmarsches gelang dem U-Boot ein Erfolg:
- 18. September 1943: Torpedierung und Versenkung des einzeln fahrenden japanischen Frachters Yowa Maru (6.435 BRT) rund 50 Seemeilen nordwestlich von Kume Jima. Das Schiff sank nach zwei Torpedotreffern. Danach nahm das U-Boot Kurs auf die Nordküste Formosas.

#### Angriff auf dem Geleitzug RINJI-B
In den Abendstunden des 21. September 1943 sichtete die Trigger etwa 30 Seemeilen nordöstlich von Keelung den aus acht Frachtschiffen und einem Kaibōkan bestehenden japanischen Konvoi RINJI-B. Der Geleitzug, auf dem Weg von Keelung nach Fukuoka, wurde zudem von mehreren Wasserflugzeugen begleitet. Das U-Boot beschattete den Konvoi zunächst und griff dann in den Nachtstunden an. In insgesamt vier Anläufen, die durch Radar geführt wurden, gelang es der Trigger vier Schiffe zu torpedieren (es wurden 14 Torpedos verschossen), von denen die beiden Tanker Shoyo Maru (7.498 BRT) und Shiriya (14.050 BRT) sowie der Frachter Argun Maru (6.661 BRT) sanken. Der mit Flugbenzin beladene Flottentanker Shiriya explodierte, wobei die gesamte Besatzung von 142 Mann ums Leben kam. Ein weiteres Schiff, der Frachter Gyoku Maru (6.854 BRT), wurde beschädigt, konnte aber eingebracht werden. 

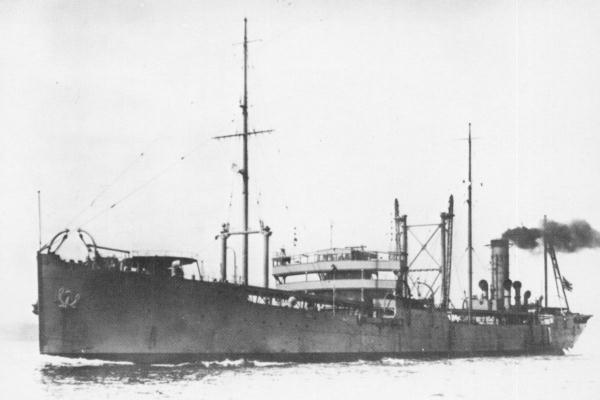
Der Flottentanker Shiriya, der am 21. September 1943 von der Trigger versenkt wurde (Aufnahme aus dem Jahr 1938).

Insgesamt hatte das U-Boot in einer Nacht drei Schiffe mit über 28.000 BRT versenken können. Es war die erfolgreichste Einzeloperation der Trigger während des gesamten Krieges. Nach diesem Ereignis kehrte das U-Boot, das sämtliche Torpedos verschossen hatte, am 30. September 1943 von der Mission zurück, indessen nicht nach Pearl Harbor, sondern nach Midway.

### Siebte Feindfahrt
Nach einer Werftüberholung und nachdem ein Teil der Bewaffnung ausgetauscht worden war (unter anderem kamen die 12,7-mm-Maschinengewehre von Bord und wurden durch 20-mm-Oerlikon-Kanonen ersetzt), brach die Trigger zu ihrer siebten Feindfahrt auf (sie dauerte vom 22. Oktober bis zum 8. Dezember 1943). Diese führte das U-Boot ins Ostchinesische Meer und in die südlichen Ausläufer des Gelben Meeres. Es gelangen hierbei drei Erfolge:
- 2. November 1943: Torpedierung und Versenkung des japanischen Heerestransporters Delagoa Maru (7.148 BRT), Teil des Konvois O-112, vor Tanegashima. Der Dampfer wurde von drei Torpedos getroffen und sank innerhalb weniger Minuten. 288 Personen (darunter 201 Soldaten des 248. Luftwaffenregiments) gingen mit dem Schiff unter.[13]
- 13. November 1943: Torpedierung und Versenkung des zum Geleitzug MA-07 gehörenden Transporters Nachisan Maru (4.433 BRT) etwa 60 Seemeilen südwestlich von Jejudo. Das Schiff sank nach zwei Torpedotreffern mit der gesamten Besatzung (46 Tote).
- 21. November 1943: Torpedierung und Versenkung des einzeln fahrenden japanischen Frachters Eizan Maru (1.681 BRT)[14] durch zwei Torpedotreffer rund 180 Seemeilen südöstlich von Qingdao. Die gesamte Besatzung (18 Mann?) kam ums Leben.

Die siebte Feindfahrt endete am 8. Dezember 1943 in Pearl Harbor.

### Achte Feindfahrt
Ihre achte Feindfahrt (1. Januar bis 23. Februar 1944) sah die Trigger im Einsatz im Gebiet der Marianen und der nördlichen Karolinen. Diese Fahrt fand auch vor dem Hintergrund der Vorbereitungen der geplanten US-Offensiven in diesem Seegebiet statt (siehe Schlacht um die Marshallinseln). Hierbei gelangen dem U-Boot zwei Erfolge:
- 31. Januar 1944: Torpedierung und Versenkung des kleinen japanischen Minenlegers Nasami (483 ts)[15][16] etwa 250 Seemeilen südöstlich von Guam. (Anmerkung: Diese Versenkung muss als umstritten angesehen werden. Einerseits taucht dieser – mutmaßliche – Erfolg nicht in allen Publikationen und Quellen auf, andererseits soll die Nasami erst am 1. April 1944 nach einem Luftangriff in Verlust geraten sein[17]).
- 31. Januar 1944: Torpedierung und Versenkung des großen japanischen U-Boot-Begleitschiffes Yasukuni Maru (11.933 BRT) etwa 250 Seemeilen nordwestlich der Hall Islands.[18] Der in einem Konvoi fahrende Versorger, beladen mit Ersatz-Torpedos und Treibstoff, explodierte nach zwei Torpedotreffern und sank innerhalb von fünf Minuten. Mit dem Schiff gingen 1.188 Seeleute und eingeschiffte Soldaten unter, darunter 369 Angehörige des 222. Marine-Bau-Bataillons. Nur 43 Überlebende konnten von einem Begleitschiff gerettet werden.

Am 23. Februar kehrte das U-Boot von seiner Feindfahrt nach Pearl Harbor zurück. Dort kam am 25. Februar 1944 mit Lieutenant Commander Frederick Joseph Harlfinger ein neuer Kommandant an Bord.

### Neunte Feindfahrt
Die neunte Feindfahrt (23. März bis 20. Mai 1944) führte das U-Boot in das Seegebiet der Palau-Inseln. Hierbei gelangen der Trigger im Rahmen eines Angriffs auf einen Geleitzug drei Erfolge:
- 26./27. April 1944: Nachtangriff auf den von Palau nach Yokohama laufenden japanischen Konvoi MATSU No. 5 etwa 90 Seemeilen nördlich von Palau. Der aus vier Transportern bestehende Konvoi wurde von vier Geleitschiffen gesichert. Beim Angriff, durch Radar geleitet, gelang es der Trigger den großen Transporter Miike Maru (11.738 BRT) zu torpedieren und zu versenken.[19] Der Kaibōkan Kasado (870 ts) und der Transporter Asosan Maru (8.811 BRT) wurden zudem durch Torpedotreffer beträchtlich beschädigt – ersterem wurde der Bug abgerissen –, konnten aber nach Palau eingebracht werden. Beim Untergang der Miike Maru starben insgesamt 18 Seeleute und Soldaten, über 820 Personen konnten von den übrigen Schiffen des Geleitzuges jedoch gerettet werden. Der Truppentransporter Miike Maru (Bild aus dem Jahr 1941), der im April 1944 von der Trigger versenkt wurde.

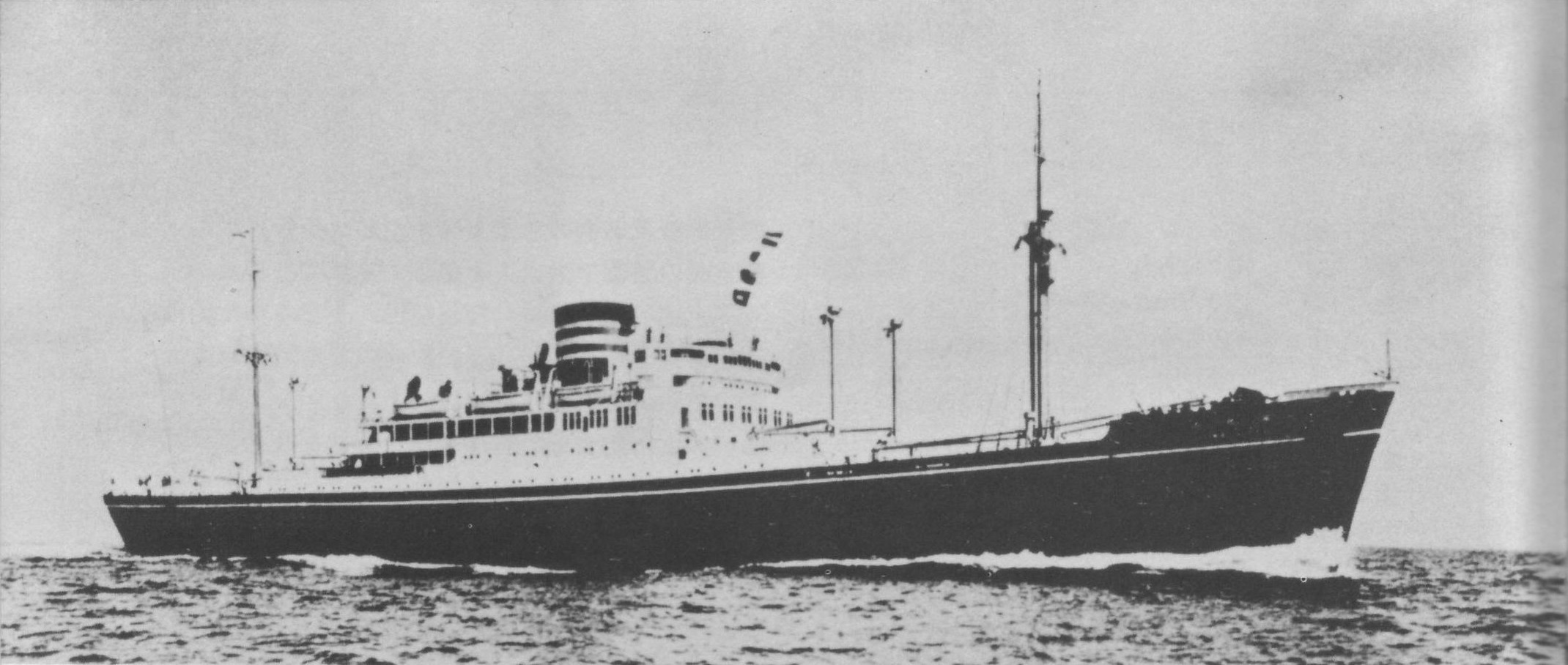
Der Truppentransporter Miike Maru (Bild aus dem Jahr 1941), der im April 1944 von der Trigger versenkt wurde.

Da die Trigger bei Wasserbomben-Angriffen von Sicherungsschiffen indessen empfindliche Schäden davongetragen hatte (unter anderem waren das Radar, die Funkanlage und die Klappen der vorderen Torpedorohre hierbei beschädigt worden), kehrte das U-Boot am 20. Mai 1944 von der Mission nach Pearl Harbor zurück. Im Anschluss verlegte das Boot nach Kalifornien und wurde dort auf der Mare Island Naval Shipyard einer großen, bis August 1944 andauernden Reparatur und Grundüberholung unterzogen. Erst im September traf die Trigger wieder in Pearl Harbor ein.

### Zehnte Feindfahrt
Zielgebiet der zehnten Feindfahrt (24. September bis 17. November 1944) war das Ostchinesische Meer, im Speziellen das Gebiet nordöstlich von Formosa. Ferner sollte das U-Boot als Rettungseinheit für abgeschossene US-Trägerpiloten nördlich von Luzon fungieren. (Dieser Einsatz fand auch vor dem Hintergrund der anlaufenden US-Offensive gegen Leyte statt.) Hierbei erzielte die Trigger einen Erfolg:
- 30. Oktober 1944: Torpedierung und Beschädigung des von drei Geleitschiffen gesicherten japanischen Flottentankers Takane Maru (10.021 BRT) etwa 130 Seemeilen südöstlich von Miyakonojō. Der Tanker wurde durch zwei Torpedotreffer stark beschädigt, doch gelang es der Sicherung, das U-Boot abzudrängen, so dass kein Fangschuss abgefeuert werden konnte. Obgleich 78 Wasserbomben auf die Trigger abgeworfen wurden, entkam das U-Boot ohne Schäden.

Während der Mission, die schließlich am 17. November 1944 auf Guam endete, gelang es der Trigger zudem, östlich von Formosa einen abgeschossenen F6F-Piloten des Flugzeugträgers Bunker Hill aus dem Meer zu retten.

### Elfte Feindfahrt
Die elfte Feindfahrt (28. Dezember 1944 bis 3. Februar 1945) sah die Trigger im Gebiet südlich der Ausläufer der Seto-Inlandsee (Südausgang des Bungo-Kanals) im Einsatz. Da das U-Boot hierbei vor allem als Rettungsschiff für abgeschossene US-Piloten agieren sollte, kam es zu keinen Feindkontakten und somit auch zu keinen Erfolgen. Ein kurzzeitiger Kontakt mit einem stark gesicherten Geleitzug Ende Januar 1945 blieb ergebnislos. Die Trigger traf am 3. Februar 1945 wieder auf Guam ein. Dort kam mit Commander David Rickart Connole im März 1945 ein neuer Kommandant an Bord.

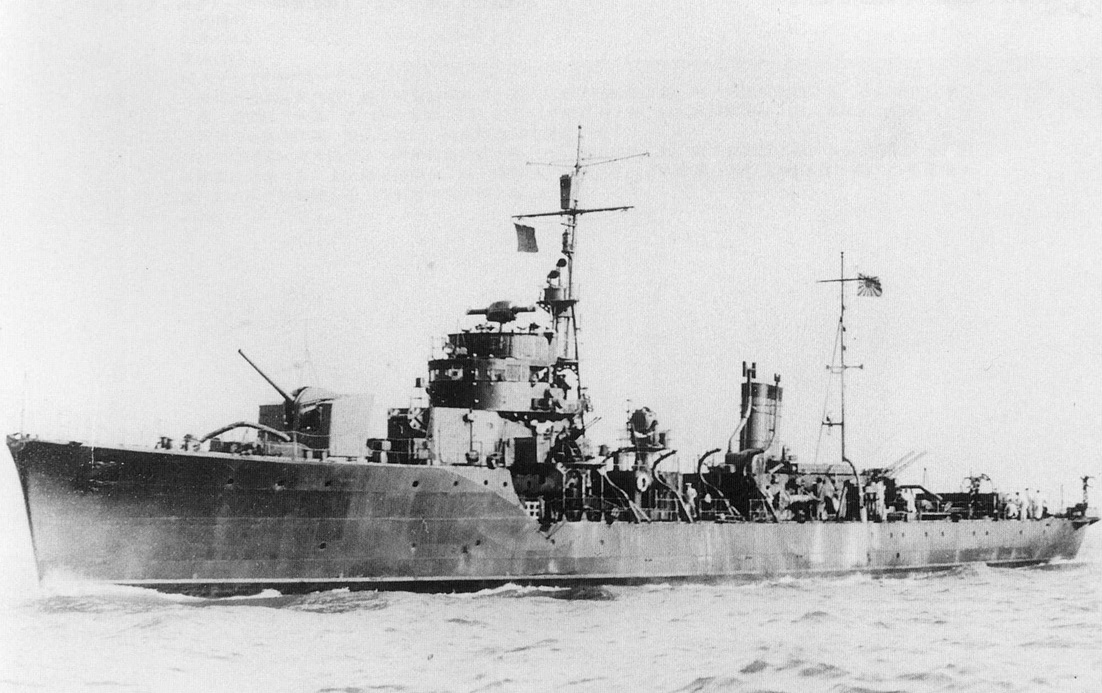
Japanisches Geleitschiff des Mikura-Typs. Eine Einheit dieser Klasse war an der Versenkung der Trigger beteiligt.

### Zwölfte Feindfahrt
Während der zwölften Feindfahrt (ab dem 11. März 1945) – von dieser kehrte das U-Boot nicht mehr zurück – operierte die Trigger zunächst westlich der Ōsumi-Inseln. Hierbei erzielte die Trigger ihre beiden letzten Erfolge:
- 18. März 1945: Torpedierung und Versenkung des kleinen japanischen Frachters Tsukushi Maru No. 3[21] (1.012 BRT) südwestlich der Ōsumi-Inseln.
- 27. März 1945: Torpedierung und Versenkung des japanischen Kabellegers und Werkstattschiffes Odate (1.564 BRT) etwa 150 Seemeilen südlich von Kagoshima.[22] Mit dem Schiff ging die gesamte Besatzung von 101 Mann unter.

Es war dies der letzte Versenkungserfolg der Trigger. Im Anschluss sollte das U-Boot vor die Ostküste der Präfektur Miyazaki verlegen und sich dort einem neu aufgestellten US-U-Boot-Rudel (genannt „Earl’s Eliminators“) mit den U-Booten Sea Dog und Threadfin (später auch Silversides) anschließen. Hierzu kam es indessen nicht mehr.

## Versenkung derTrigger
In den Morgenstunden des 28. März 1945, etwa gegen 10:30 Uhr, wurde die getaucht marschierende Trigger rund 80 Seemeilen nordöstlich Miyazaki von einem japanischen Q1W-U-Jagd-Flugzeug der Saeki-Marinefliegergruppe, welches mit einem neuartigen Magnet-Anomalie-Detektor (磁気探知機, Jikitanchiki) ausgestattet war, entdeckt. Das Flugzeug rief die drei Kaibōkan Mikura, CD-33 und CD-59 herbei, die die vermutete Position des U-Bootes – insgesamt konnte acht Mal Kontakt zum getauchten Boot hergestellt werden – zwischen 13:00 Uhr und 15:00 Uhr mit zahlreichen tief (ca. 140 m) eingestellten Wasserbomben belegten. Nach dem zweistündigen Bombardement, das von anderen US-U-Booten in der Nähe bemerkt und aufgezeichnet wurde, bildete sich an der Wasseroberfläche ein fünf Seemeilen langer Ölteppich. Seitdem meldete sich die Trigger nicht mehr. Es gilt heute als weitgehend gesichert, dass das U-Boot diesen Angriffen zum Opfer gefallen ist. Mit dem Boot gingen Commander Connole und alle 88 Besatzungsmitglieder unter. Es gab keine Überlebenden.
Nachdem sich die Trigger auf wiederholte Versuche einer Kontaktaufnahme nicht mehr gemeldet hatte, wurde das Boot schließlich am 11. Juli 1945 aus dem Flottenregister gestrichen. Das Wrack des U-Bootes konnte bislang nicht gefunden werden.

## Erfolge und Auszeichnungen
Nachfolgend eine tabellarische Übersicht über die von der Trigger attackierten japanischen Schiffe. Versenkte Schiffe sind in der Ergebnisspalte fett hervorgehoben. Bei Schiffen, bei denen es nach Quellenlage nicht zur Gänze gesichert ist (s. Text), dass der Angriff durch die Trigger erfolgte, sind der Name, die Tonnage (oder die Vermessung) sowie das Ergebnis in Klammern gesetzt, beispielsweise (Nasami).
| Datum              | Name                | Schiffstyp           | Vermessung/Tonnage | Ergebnis (Waffentyp)      | Anmerkung                                                                                   |
| ------------------ | ------------------- | -------------------- | ------------------ | ------------------------- | ------------------------------------------------------------------------------------------- |
| 5. Oktober 1942    | Shinkoku Maru       | Truppentransporter   | 3.991 BRT          | beschädigt (Torpedo)      |                                                                                             |
| 17. Oktober 1942   | Holland Maru        | Frachtschiff         | 5.869 BRT          | versenkt (Torpedo)        |                                                                                             |
| 24. Oktober 1942   | Nissho Maru         | Flottentanker        | 10.526 BRT         | beschädigt (Torpedo)      |                                                                                             |
| 20. Dezember 1942  | Mitsuki Maru        | Frachtschiff         | 3.893 BRT          | versenkt (Mine)           |                                                                                             |
| 22. Dezember 1942  | Teifuku Maru        | Frachtschiff         | 5.198 BRT          | versenkt (Mine)           | Schiff wurde zunächst an der Küste auf Grund gesetzt, musste aber später aufgegeben werden. |
| 22. Dezember 1942  | Toshu Maru          | Frachtschiff         | 5.711 BRT          | beschädigt (Torpedo)      |                                                                                             |
| 1. Januar 1943     | Shozan Maru         | Frachtschiff         | 5.859 BRT          | beschädigt (Bordgeschütz) | Mutmaßlich das einzige mit dem Bordgeschütz attackierte Schiff.                             |
| 10. Januar 1943    | Okikaze             | Zerstörer            | 1.345 ts           | versenkt (Torpedo)        | Die gesamte Besatzung (148 Seeleute) fand den Tod.                                          |
| 15. März 1943      | Momoha Maru         | Frachtschiff         | 3.103 BRT          | versenkt (Torpedo)        |                                                                                             |
| 15. März 1943      | Florida Maru        | Truppentransporter   | 5.854 BRT          | beschädigt (Torpedo)      |                                                                                             |
| 28. Mai 1943       | Koshin Maru         | Frachtschiff         | 975 BRT            | beschädigt (Torpedo)      |                                                                                             |
| 1. Juni 1943       | (Noborikawa Maru)   | Frachtschiff         | (2.182 BRT)        | (versenkt) (Torpedo)      | Quellenlage nicht zur Gänze gesichert.                                                      |
| 10. Juni 1943      | Hiyō                | Flugzeugträger       | 24.140 ts          | beschädigt (Torpedo)      |                                                                                             |
| 18. September 1943 | Yowa Maru           | Frachtschiff         | 6.435 BRT          | versenkt (Torpedo)        |                                                                                             |
| 21. September 1943 | Shoyo Maru          | Tanker               | 7.498 BRT          | versenkt (Torpedo)        |                                                                                             |
| 21. September 1943 | Shiriya             | Flottentanker        | 14.050 BRT         | versenkt (Torpedo)        | Hinsichtlich der Vermessung das größte von der Trigger versenkte Schiff.                    |
| 21. September 1943 | Argun Maru          | Frachtschiff         | 6.661 BRT          | versenkt (Torpedo)        |                                                                                             |
| 21. September 1943 | Gyoku Maru          | Frachtschiff         | 6.854 BRT          | beschädigt (Torpedo)      |                                                                                             |
| 2. November 1943   | Delagoa Maru        | Truppentransporter   | 7.148 BRT          | versenkt (Torpedo)        | Beim Untergang starben 288 Personen, darunter 201 Luftwaffen-Soldaten.                      |
| 13. November 1943  | Nachisan Maru       | Frachtschiff         | 4.433 BRT          | versenkt (Torpedo)        | Die gesamte Besatzung (46 Mann) kam ums Leben.                                              |
| 21. November 1943  | Eizan Maru          | Frachtschiff         | 1.681 BRT          | versenkt (Torpedo)        |                                                                                             |
| 31. Januar 1944    | (Nasami)            | Minenleger           | (483 ts)           | (versenkt) (Torpedo)      | Quellenlage nicht zur Gänze gesichert.                                                      |
| 31. Januar 1944    | Yasukuni Maru       | U-Boot-Begleitschiff | 11.933 BRT         | versenkt (Torpedo)        | Mit beinahe 1.200 Todesopfern die opferreichste Versenkung seitens der Trigger.             |
| 26. April 1944     | Miike Maru          | Truppentransporter   | 11.738 BRT         | versenkt (Torpedo)        |                                                                                             |
| 26. April 1944     | Kasado              | Kaibōkan             | 870 ts             | beschädigt (Torpedo)      |                                                                                             |
| 26. April 1944     | Asosan Maru         | Truppentransporter   | 8.811 BRT          | beschädigt (Torpedo)      |                                                                                             |
| 30. Oktober 1944   | Takane Maru         | Flottentanker        | 10.021 BRT         | beschädigt (Torpedo)      |                                                                                             |
| 18. März 1945      | Tsukushi Maru Nr. 3 | Frachtschiff         | 1.012 BRT          | versenkt (Torpedo)        |                                                                                             |
| 27. März 1945      | Odate               | Kabelleger           | 1.564 BRT          | versenkt (Torpedo)        | Tod der gesamten Besatzung (101 Mann).                                                      |

Insgesamt hatte die Trigger auf zwölf Feindfahrten 15 Frachtschiffe, Truppentransporter und Tanker (mit zusammen 92.216 BRT) versenken und weitere neun Schiffe (mit zusammen 58.602 BRT) beschädigen können. Hinzu kamen noch ein versenkter Zerstörer (1.345 ts) sowie ein beschädigter Flugzeugträger und ein beschädigtes Geleitschiff. Die unklaren Fälle der Noborikawa Maru (1. Juni 1943) und der Nasami (31. Januar 1944) sind in diese Statistik nicht mit aufgenommen worden.
Für ihre Einsätze im Zweiten Weltkrieg wurde die Trigger mit insgesamt elf Battle Stars ausgezeichnet. Zudem wurde dem U-Boot drei Mal eine Presidential Unit Citation zuteil (für die fünfte, sechste und siebte Feindfahrt).

## Traditionspflege
Im Jahr 1951 wurde ein zweites U-Boot der US-Marine auf den Namen Trigger getauft. Es handelte sich um ein Boot der Tang-Klasse, welches 1973 außer Dienst gestellt wurde. Zudem wurde die US-Fregatte Connole, welche von 1969 bis 1993 in Dienst stand, nach dem letzten Kommandanten der gesunkenen Trigger, Commander David Rickart Connole, benannt.